# Krätzä
Krätzä bzw. K.R.Ä.T.Z.Ä. (steht für das Kunstwort KinderRÄchTsZÄnker) ist ein seit 1992 bestehendes Kinderrechteprojekt in Berlin-Prenzlauer Berg, das seit 2007 kaum mehr mit Aktivitäten auftritt. K.R.Ä.T.Z.Ä. ist die Organisation im deutschsprachigen Raum, die die Forderung nach Gleichberechtigung zwischen Kindern und Erwachsenen in den Mittelpunkt ihrer Arbeit stellt und davon ausgehend Positionen in den Bereichen politische Mitbestimmung, Schule, Familie und Jugendschutz entwickelt hat. Mitglieder von K.R.Ä.T.Z.Ä. sind bzw. waren Jugendliche, Heranwachsende und Studierende. Im Jahr 2016 besteht die kleine Initiative aus wenigen inzwischen Erwachsenen noch fort. Aktionen erfolgten bis 2007.

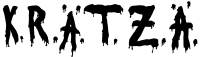
Logo K.R.Ä.T.Z.Ä.

## Ziele und Leistungen
Krätzä hat zahlreiche öffentlichkeitswirksame Aktionen durchgeführt und sich in vielen unterschiedlichen Formen an die Öffentlichkeit gewandt: Krätzä hat Broschüren, Plakate, Berichte, Postkarten, Flugblätter, Pressemitteilungen, die eigene Zeitschrift Regenbogen, Wahlkampfplakate, Zeitungs-Sonderausgaben, Grundsatztexte, Aufkleber, Großplakate und Filme herausgebracht und veranstaltete teils internationale Exkursionen, Seminare sowie Informationstage und hielt Vorträge. Krätzä organisierte Ausstellungen und Konferenzen, strengte Gerichtsverfahren zur Durchsetzung von Kinderrechten an, daruntern zweimal vor dem Bundesverfassungsgericht. Außerdem organisierte Krätzä Demonstrationen, Pressekonferenzen und Kampagnen. Krätzä veröffentlichte den Menschenrechtsreport „Die Diskriminierung des Kindes“. Seit März 1996 hat Krätzä eine eigene Internetseite.
Krätzä tritt für radikale Gleichberechtigung zwischen Kindern und Erwachsenen ein und setzt sich ein für die Ersetzung der Schulpflicht durch ein staatlich garantiertes Recht auf Bildung, für die Einführung des Kinderwahlrechts und für den gleichberechtigten Umgang in der Familie.

### Wahlrecht für Kinder
KRÄTZÄ war die erste Organisation, die sich für das Wahlrecht ohne Altersgrenze einsetzte. Im Laufe der Jahre schlossen sich andere Organisationen wie die Stiftung für die Rechte zukünftiger Generationen, das Deutsche Kinderhilfswerk, die Grüne Jugend und JungdemokratInnen/Junge Linke dieser Forderung an. Unterstützt durch Krätzä-Publikationen vertreten mittlerweile auch die Piratenpartei Berlin, die Piratenpartei Sachsen und die Jungen Piraten diese Position.

#### Verfassungsbeschwerde
1995 reichten ein 13- und ein 16-jähriges Krätzä-Mitglied eine Verfassungsbeschwerde ein. Sie kritisierten, dass der Artikel § 38 des Grundgesetzes (Altersgrenze beim Wahlrecht) dem Artikel 20 („Alle Staatsgewalt geht vom Volke aus.“) widerspreche, da Kinder zum Volk gehörten. Unterstützt wurde die Beschwerde durch zahlreiche Prominente, u. a. Gregor Gysi, Hannelore Elsner, Klaus Hurrelmann und Jens Reich.
Die Beschwerde wurde aus dem formalen Grund abgewiesen, weil die „geltende Jahresfrist […] nicht eingehalten worden ist“: Da der Artikel 38 schon im ersten Grundgesetz von 1949 enthalten war, hätte die Beschwerde spätestens bis 1950 eingereicht werden müssen.
Auf diese Verfassungsbeschwerde wurde später in juristischen Publikationen Bezug genommen.

#### Wahlanfechtung
1998 versuchte Krätzä, die vorangegangene Bundestagswahl anzufechten. Argumentiert wurde wie bei der Verfassungsbeschwerde 1995, dass der Artikel 20 GG dem Artikel 38 GG widerspreche, in der Hoffnung, dass sich das Bundesverfassungsgericht nun auch inhaltlich mit dem Argument beschäftigen würde.
Jedoch auch diese Wahlprüfungsbeschwerde wurde 2000 vom Bundesverfassungsgericht verworfen, mit der Begründung
[es ist] von jeher aus zwingenden Gründen als mit dem Grundsatz der Allgemeinheit der Wahl verträglich angesehen worden, dass die Ausübung des Wahlrechts an die Erreichung eines Mindestalters geknüpft wird.

#### Petitions-Kampagne
Krätzä unterstützte aktiv die Petitionskampagne Ich will wählen, die mit in einen interfraktionellen Antrag Mehr Demokratie wagen durch ein Wahlrecht von Geburt an einfloss, initiiert vom FDP-Abgeordneten Klaus Haupt. Der Antrag wurde im Juni 2005 vom Bundestag abgelehnt. In der Lesung wurde die Position von Krätzä durch die PDS-Abgeordnete Petra Pau beschrieben:

„Spannender sind allerdings alle Debatten, die sich wirklich um das Wahlalter drehen. Die einen meinen, eine Absenkung auf 16 Jahre wäre denkbar. Andere plädieren für 14 Jahre. Die Kinderrechtsorganisation ‚KRÄTZÄ‘ aus Berlin wirbt mit guten Gründen für keinerlei Altersbeschränkung. Die ‚Kinderrächtszänker‘, wie sie in Langfassung heißen, argumentieren demokratietheoretisch. Sie plädieren aber auch aus Erfahrung, wenn sie sagen, nur jene, die wählen könnten, würden auch von der Politik ernst genommen. Kinder gehören leider viel zu selten dazu.“

### Thema: Schule
Krätzä spricht sich gegen Lernzwang aus, lehnt Schulnoten ab und möchte die Schulpflicht durch ein Recht auf Bildung ersetzen. Krätzä hat dazu beigetragen, das Konzept der Sudbury-Schulen und anderer Demokratischer Schulen im deutschsprachigen Raum bekannt zu machen. Dies führte zur Entstehung zahlreicher Schulgründungsinitiativen und zur Existenz von mittlerweile acht Demokratischen Schulen in sechs Bundesländern.

#### Verweigerung des Chemie-Unterrichts
Um auf die Beliebigkeit von Lehrplänen aufmerksam zu machen, benachrichtigte 1996 Krätzä-Mitglied Benjamin Kiesewetter seinen Schuldirektor mit einer 5-seitigen Begründung, dass er den Chemie-Unterricht nicht mehr zu besuchen werde. Neben der „Überflüssigkeit der Lerninhalte“ führte er als weitere Gründe an: Verschwendung von Zeit und Kräften und gesundheitsgefährdende und entwicklungsschädigende Unterrichts- und Lernbedingungen. Diese Verweigerung und der folgende Umgang der Schulbehörden fand ein großes Medienecho in Berlin,

 führte zu ausführlichen Leserbrief-Debatten in Zeitungen und kleinen Anfragen von Parlamentariern an den Senat.

#### Schüler-Beratung:die Zöglinge
2000 gründete Krätzä eine Beratung für Schüler durch Schüler „Die Zöglinge – schüler-macht-gegen-druck“, finanziert mit Mitteln des Förderprogramms Micropolis. Dazu wurden Broschüren und Flyer gedruckt und eine eigene Internetseite aufgesetzt.

#### Kino-Spot:50 Jahre Essenspflicht in Deutschland
2001 entstand mit Zusammenarbeit von Berliner Filmemachern ein 30-sekündiger Kino-Spot, der mehrere Jahre in kommerziellen Kinos im Werbeblock vor dem Hauptfilm lief. Er beschreibt eine fiktive „Essenspflicht“, die Kinder – analog zur Schulpflicht – verpflichtet, sich in staatlichen Kantinen zu ernähren.

#### Organisation der IDEC
Die 13. International Democratic Education Conference (IDEC) 2005 wurde von Krätzä federführend mitorganisiert. Das Grußwort sprach der damalige Bildungssenator Klaus Böger.

#### Besuch des UN-Sonderberichterstatters
Krätzä gehörte zu den ausgewählten Nichtregierungsorganisationen, die im Februar 2006 beim Deutschland-Besuch des UN-Berichterstatters Vernor Muñoz sprechen und einen Schriftsatz einreichen durften.

#### Besuch und Dokumentation demokratischer Schulen
Zu Beginn der 2000er Jahre haben Krätzä-Mitglieder mehrere Demokratische Schulen besucht, darunter Summerhill und die Democratic School in Hadera. Daraus entstand unter anderem der Film Pretty Cool System – Leben und lernen an der Demokratischen Schule in Hadera.
2006 wurde der auf der IDEC 2005 gedrehte und vom Bundesbildungsministerium mit 30.000 EUR geförderte Film Demokratische Schulen veröffentlicht.
Die zur Jahrtausendwende von mehreren ARD-Sendern ausgestrahlte Sendereihe 100 deutsche Jahre befasst sich in der Folge Leerjare von Claus Strigel mit der Geschichte des deutschen Bildungssystems, in der Krätzä eine wesentliche Rolle spielt.

### Thema: Gleichberechtigung in der Familie
KRÄTZÄ setzt sich für einen gleichberechtigten Umgang zwischen Kindern und Erwachsenen ein. Der Grundsatztext Erziehen ist gemein ist wichtiger Bezugspunkt der unerzogen-Bewegung.

## In den Medien
Überregionale Bekanntheit erreichte KRÄTZÄ 1995 durch die Fernseh- und Presse-Berichterstattung über die Verfassungsbeschwerde zum Wahlalter.
Vertreter von KRÄTZÄ waren mehrfach Interviewpartner für Berliner Radiosender, unter anderem als Sendungsgäste der Talksendung Blue Moon von Radio Fritz. Im Jahr 1998 berichtete die große japanische Tageszeitung Asahi Shimbun ausführlich über KRÄTZÄ. In der Ausgabe vom 3. März 2000 berichtete die Berliner Zeitung ausführlich über Krätzä.
1997 entstand ein 45-minütger Dokumentarfilm über KRÄTZÄ für die WDR-Reihe „Menschen hautnah“.
KRÄTZÄ und ihre Forderungen werden in mehreren Schulbüchern erwähnt.

## Vernetzung
Krätzä war mit anderen Organisationen, die ähnliche Ziele und Absichten verfolgen, vernetzt, wie etwa den Natras (Bewegung der arbeitenden Kinder und Jugendlichen in Nicaragua). Sie beteiligten sich an Kongressen und Anhörungen im In- und Ausland und wurden 2001 nach Japan zu einem großen Jugendkongress eingeladen.

## Auszeichnungen
- Erster Preis (geteilt) Jugend- und Familienstiftung des Landes Berlin, 1998

## Schriften
- (Hrsg.): Die Diskriminierung des Kindes – ein Menschenrechts-Report. Eigenverlag, Berlin 1998 (online).[39]
- Mike Weimann: Wahlrecht für Kinder. Eine Streitschrift. Beltz, Weinheim 2002, ISBN 3-407-56205-5, insbesondere Kapitel 10 (online).